# Blastobasis monopetali
Blastobasis monopetali é uma espécie de mariposa do gênero Blastobasis pertencente à família Coleophoridae.